# Bodies Bodies Bodies
Bodies Bodies Bodies – amerykański horror z 2022 roku w reżyserii Haliny Reijn. Film miał premierę 14 marca 2022 roku.

## Fabuła
Grupa młodych znajomych wybiera się na weekend do luksusowej posiadłości w lesie, gdzie odcięci są od zasięgu i internetu. Dla zabicia nudów wpadają na pomysł zorganizowania gry, w której jedna osoba wciela się w mordercę, a reszta ma za zadanie odgadnąć kto nim jest. Po czasie okazuje się jednak, że wśród nich jest prawdziwy zabójca.

## Obsada
- Amandla Stenberg jako Sophie
- Maria Bakalova jako Bee
- Rachel Sennott jako Alice
- Chase Sui Wonders jako Emma
- Pete Davidson jako David
- Myha'la Herrold jako Jordan
- Lee Pace jako Greg
- Conner O'Malley jako Max[1]

## Produkcja
Zdjęcia do filmu kręcono w Chappaqua w stanie Nowy Jork w Stanach Zjednoczonych.

## Odbiór

### Reakcja krytyków
Film spotkał się z pozytywną reakcją krytyków. W agregatorze recenzji Rotten Tomatoes 85% z 226 recenzji uznano za pozytywne, a średnia ocen wyniosła 7 na 10. Z kolei w agregatorze Metacritic średnia ważona ocen z 43 recenzji wyniosła 69 punktów na 100.

## Nagrody i nominacje
| Nagroda                   | Kategoria                                                         | Wynik     |
| ------------------------- | ----------------------------------------------------------------- | --------- |
| Independent Spirit Awards | Najlepszy reżyser (Halina Reijn)                                  | nominacja |
| Independent Spirit Awards | Najlepszy debiut scenariuszowy (Kristen Roupenian, Sarah DeLappe) | nominacja |
| GLAAD Media Awards        | Najlepszy film szeroko rozpowszechniony                           | nominacja |